# Marian Goluda
Marian Władysław Goluda (ur. 30 czerwca 1931 w Krzczonowie, zm. 3 listopada 2013) – polski lekarz, prof. dr hab. n. med., specjalista w zakresie położnictwa i ginekologii, kierownik II Katedry i Kliniki Ginekologii Akademii Medycznej we Wrocławiu w latach 1994–2001.
Absolwent Akademii Medycznej we Wrocławiu. W 1968 uzyskał stopień doktora nauk medycznych, a w 1990 stopień doktora habilitowanego na podstawie rozprawy "Zawartość estradiolu-17 Beta i progeseronu oraz ich receptorów w endometriozie mięśnia trzonu macicy (adenomyosis)", zaś tytuł profesora otrzymał w 1998. Był kierownikiem II Katedry i Kliniki Ginekologii Akademii Medycznej im Piastów Śląskich we Wrocławiu

## Wybrane odznaczenia
- Krzyż Oficerski Orderu Odrodzenia Polski (2001)[2]
- Krzyż Kawalerski Orderu Odrodzenia Polski
- Złoty Krzyż Zasługi
- Odznaka „Za wzorową pracę w służbie zdrowia”
- Odznaka Honorowa Akademii Medycznej we Wrocławiu
- Medal "Academia Medica Wratislaviensis Polonia"